# Camelobaetidius shepardi
Camelobaetidius shepardi is een haft uit de familie Baetidae. De wetenschappelijke naam van de soort is voor het eerst geldig gepubliceerd in 2001 door Randolph & McCafferty.
De soort komt voor in het Neotropisch gebied.